# Gusli
El gusli és l'instrument de cordes múltiples més antic de Rússia. La seva història exacte i evolució són desconegudes però pot ser que derivés d'una forma romana d'Orient de la kythare grega, que al seu torn derivava de la lira antiga.

## Etimologia
En l'època de la Rus de Kíev es creu que el terme gusli es referia, simplement, a qualsevol instrument de corda en general. L'arrel del terme procedeix de la paraula que designa el so del vent. El terme finalment va ser associat al gusli-psaltiri trapezoïdal, que pot haver-se originat a l'Imperi Romà d'Orient.

## Història
El gusli és un dels instruments musicals més antics que ha tingut un paper més important en la cultura musical de Rússia. Els historiadors grecs Teofilacte Simocata i Teòfanes van ser els primers a esmentar el gusli.
Durant la guerra entre romans d'Orient i eslaus del segle vi, els romans d'Orient van capturar presoners eslaus i van trobar un instrument musical anomenat gusli.
Els autors àrabs Al-Masudi i Ibn-Dastan l'esmentent al segle x.
Vertkov afirma que les primeres mencions del gusli es remunten a l'any 591, al Tractat de Teofilacte Simocata que descriu que l'instrument era utilitzat pels eslaus de la zona on posteriorment sorgiria el regne de la Rus de Kíev.
Es creu que el gusli era l'instrument que utilitzava el llegendari ministrel Boyan, que apareix a la Història de la Campanya d'Igor.
Els instruments eren utilitzats pels skomoriki músics i artistes itinerants. Els arqueòlegs han trobat alguns instruments d'entre cinc i nou cordes i almenys un amb dotze cordes.
La primera peça de música composta per a gusli va ser una cançó ucraïnesa "Oi pid Vyshneyu" que va ser composta a Sant Petersburg l'any 1803 pel compositor francès F. Bualde.

## Tipus de Gusli
Els gusli actuals acostumen a tenir unes trenta-sis cordes de metall harmonitzades diatonalment. Existeixen dues variants principals: els gusli d'elm (Shlemovidnye gusli) i els gusli d'ala (Krylovidnye gusli).